# صموئيل غوردون ديلي
صموئيل غوردون ديلي (بالإنجليزية: Samuel Gordon Daily)‏ هو محامي وسياسي أمريكي، ولد في 1823 في مقاطعة تريمبل في الولايات المتحدة، وتوفي في 15 أغسطس 1866 في نيو أورلينز في الولايات المتحدة بسبب حمى صفراء. حزبياً، نشط في الحزب الجمهوري. وقد انتخب عضو مجلس النواب الأمريكي.